# Estación Ayacucho (Roca)
Ayacucho es una estación ferroviaria ubicada en el partido de Ayacucho, Provincia de Buenos Aires, Argentina.

## Servicios
Es una estación intermedia del ramal entre Maipú y Tandil, además desde aquí se desprende un ramal hacia el sur, hacia el Puerto de Quequén, y otro hacia el norte, rumbo a las estaciones Chas, Altamirano y Las Flores. Los tres ramales están concesionados a la empresa privada de cargas Ferrosur Roca.
Hasta principios de 2007 recibía servicios de pasajeros de la empresa provincial Ferrobaires, en el trayecto entre Tandil y Constitución.
En mayo de 2022, comenzaron los trabajos de adecuación de la estación (como parada intermedia) e infraestructura de vía para recuperar el ramal a Tandil y el servicio de pasajeros.